# Göran Wennergren
Göran Wennergren, född 30 maj 1947, är en svensk läkare och professor i pediatrik vid Göteborgs Universitet.
Han disputerade 1975 på en avhandling som behandlade funktion hos hjärt-kärl-systemet hos små barn.
Wennergrens forskning har fokuserat på andning och blodcirkulation hos små barn, och har gett underlag för rekommendationer som kraftigt minskat förekomsten av plötslig spädbarnsdöd (SIDS - Sudden Infant Dead Syndrome). Hans forskning har även ökat förståelsen för astma och allergi hos små barn. Hans vetenskapliga publicering har (2025) enligt Scopus över 7 000 citeringar och ett h-index på 46.